# Panama Lewis
Carlos Humberto "Panama" Lewis (4 de novembro de 1945 - 19 de setembro de 2020) foi um polêmico treinador de boxe dos Estados Unidos, que ganhou notoriedade na década de 1980, principalmente após o incidente na chamada "a luta mais triste da história do boxe".
Panama Lewis era o treinador de Luis Resto na polêmica luta deste contra o promissor e invicto Billy Collins Jr. Na disputa, Panama e Resto encheram as luvas com uma camada de argamassa no lugar de espuma. Por conta dos golpes, Billy teve graves danos oculares, o que fez com que sua carreira fosse prematuramente encerrada. 
Luis e Panama foram presos por conta deste episódio e banidos definitivamente do esporte.
Durante décadas, Panama e Lewis se disseram inocentes. Eles imputavam a culpa pelas irregularidades a um de seus assistentes, de nome Art Curley. Contudo, em 2009 a HBO lançou o documentário “Assault in the Ring”, em que o pugilista finalmente confessou a adulteração das luvas. Ainda neste documentário, descobriu-se que Panama havia diluído remédios contra asma em água para dar mais resistência a alguns de seus atletas nas lutas. 
Antes de Resto, Panama havia sido treinador de grandes pugilistas, entre eles o campeão do mundo Aaron Pryor, e estava no mesmo patamar de nomes lendários como Emanuel Steward e Lou Duva.